# جیاوه
جیاوه (به ایتالیایی: Giave) یک کومونه در ایتالیا است که در استان ساساری واقع شده‌است.

## خصوصیات
جیاوه ۴۷٫۱ کیلومترمربع مساحت و ۶۵۵ نفر جمعیت دارد و ۵۹۲ متر بالاتر از سطح دریا واقع شده‌است.